# Diebstahl

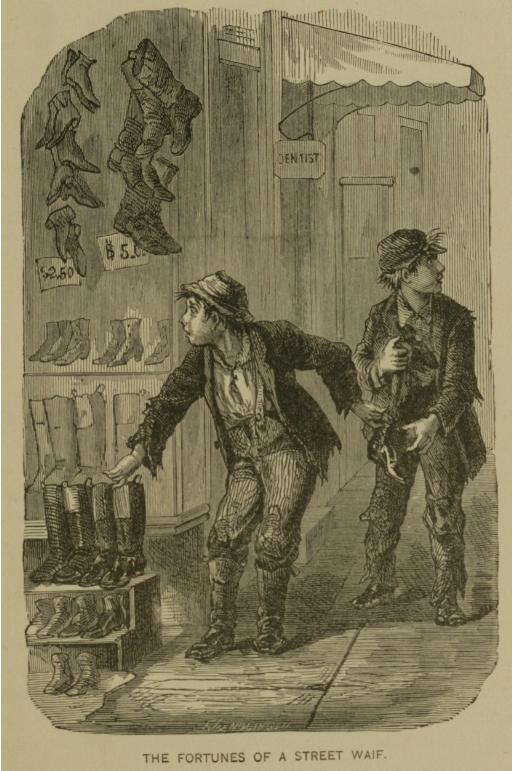
Illustration von 1884

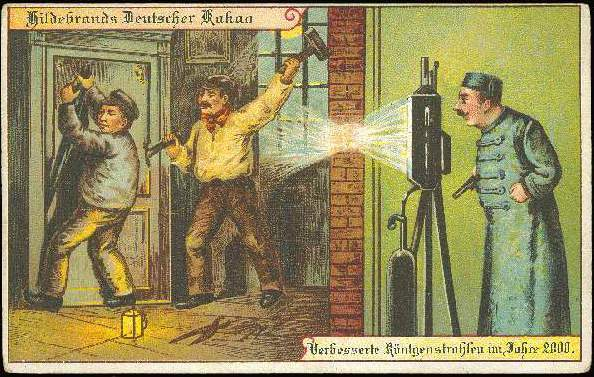
Illustration von 1900

Diebstahl ist eine gegen fremdes Eigentum gerichtete Straftat. Welches Verhalten sich im konkreten Einzelfall als Diebstahl darstellt, bestimmt sich nach den Tatbestandsmerkmalen der jeweiligen nationalen Strafrechtsnorm, so etwa § 242 im Strafgesetzbuch (Deutschland) zum Diebstahl nach deutschem Recht oder § 127 Strafgesetzbuch (Österreich) zum Diebstahl nach österreichischem Recht.
In den letzten drei Jahrzehnten fiel die Häufigkeit der angezeigten Diebstähle in Deutschland auf ein Drittel.  Dieser Rückgang folgt dem Trend, der in allen westlichen Ländern zu beobachten ist.
Häufige Ursachen sind Armut oder Habgier, es gibt auch eine Vielzahl anderer möglicher Gründe für Diebstahl. Manche Einzelpersonen stehlen regelmäßig ohne erkennbaren Nutzen, diese psychische Erkrankung wird Kleptomanie genannt (Prävalenz von unter 1 %).

## Etymologie
Das deutsche umgangssprachliche Verb klauen für ‚stehlen‘ ist von der alten und heute noch in den Mundarten bewahrten Bedeutung ‚mit den Klauen fassen, packen, kratzen, krauen, krabbeln‘ in ahd. klāwen, klouwen (9. Jahrhundert), mhd. klöuwen frühnhd. kläuen, kleien. Aus mit den Klauen packen, fassen entwickelt sich frühestens im 19. Jahrhundert mundartlich stehlen, worauf sich auch das salopp gebrauchte Substantiv Klau für Diebstahl zurückführen lässt. Umgangssprachlich ist auch das Wort Entwendung gebräuchlich, insbesondere in Österreich. Die ältere Verwendung von Foppen für Stehlen als illegale Inbesitznahme eines Gegenstands, existiert noch in der Bedeutung von Betrügen oder Necken (vgl. Ficken#Etymologie) vor allem in Franken.

## Rechtslage in einzelnen Ländern

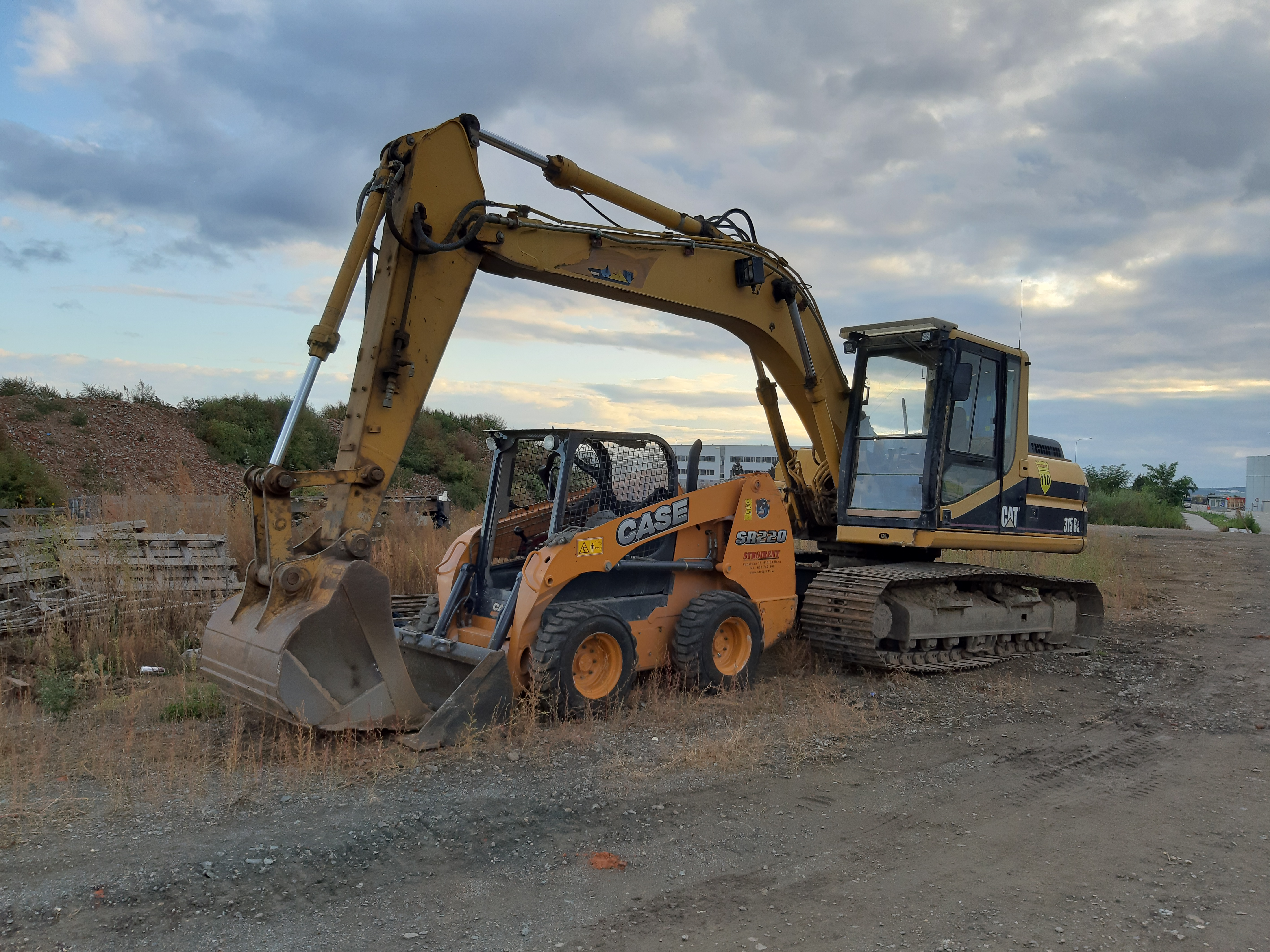
Baumaschinen gegen Diebe sichern

- Deutschland: Diebstahl (Deutschland)
- England und Wales: Diebstahl (England und Wales)
- Frankreich: Diebstahl (Frankreich)
- Österreich: Diebstahl (Österreich)
- Russland: Diebstahl (Russland)
- Schweiz: Diebstahl (Schweiz)

## Unterscheidung

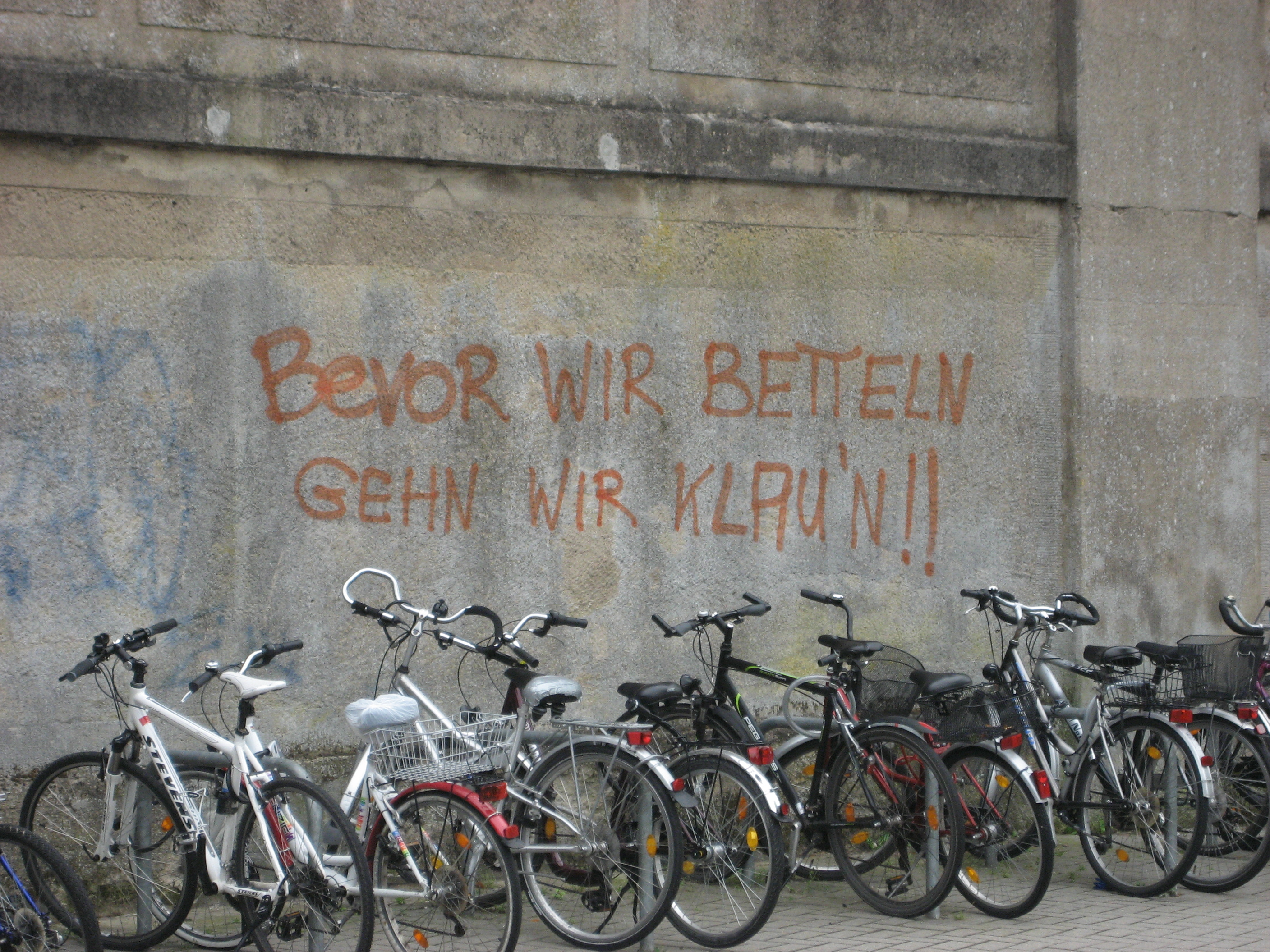
Graffiti an einer Mauer am Bahnhof Celle.
Text: „Bevor wir betteln gehn wir klau’n!!“

Je nach Ort und Art gibt es Unterschiede in der Ausführung sowie bei den Gegenmaßnahmen.
- Beischlafdiebstahl: im zeitlichen und sachlichen Zusammenhang mit Geschlechtsverkehr
- Fahrraddiebstahl: Fahrräder stehen oft im öffentlichen Raum
- Ladendiebstahl: unbezahlte Entnahme von Waren
- Mundraub: Unterschlagung von Mitteln des täglichen Bedarfs in geringer Menge oder unbedeutendem Wert für den alsbaldigen Verzehr
- Schwänzelpfennig: Unterschlagung einer geringfügigen Summe
- Raub ist mit Gewaltanwendung oder -androhung verbunden
- Taschendiebstahl: Straßenkriminalität, bei der sich der Taschendieb im unmittelbaren Einflussbereich einer anderen Person befindet
- Trickdiebstahl: Der Geschädigte wird durch unterschiedliche Maßnahmen abgelenkt

## Kulturgeschichte
Eine Kulturgeschichte des Diebstahls und der mythischen und literarischen Figur des Diebes wurde von dem Kulturwissenschaftler Andreas Gehrlach geschrieben.

## Kriminalstatistik
- Diagrammdaten:
- Definition |
- Rohdaten |
- Hilfe

Das Bundeskriminalamt gibt jährlich eine Statistik über alle in Deutschland gemeldeten Straftaten heraus, die Polizeiliche Kriminalstatistik. Seit drei Jahrzehnten sind dort die Zahlen stark rückläufig. Im Jahr 1993 waren es noch 5.126 Fälle pro 100.000 Einwohner. 2021 fiel die Häufigkeit auf ein Drittel mit 1.784. Damit ist der Kriminalitätsbereich Diebstahl noch stärker rückläufig als die Kriminalität insgesamt, die nur um 27 % gefallen ist.
Das Muster eines Rückgangs der Häufigkeit von Diebstahl seit Anfang der 1990er Jahre findet sich in allen westlichen Ländern. Es ist Teil eines allgemeinen Kriminalitätsrückgangs.
| Delikt                        | Fälle     | Änderung (2017 zu 2018) Änderung der Zahl der Fälle | Änderung zum Vorjahr | Aufklärungsquote |
| ----------------------------- | --------- | --------------------------------------------------- | -------------------- | ---------------- |
| Diebstahl insgesamt           | 1.936.315 | 00−156.679                                          | 00−7,5 %             | 011,6 %          |
| Taschendiebstahl              | 0104.196  | 000−23.180                                          | 0−18,7 %             | 005,7 %          |
| Fahrraddiebstahl              | 0292.015  | 000−32.480                                          | 00−2,7 %             | 009,1 %          |
| Diebstahl aus Kraftfahrzeugen | 0247.311  | 000−29.617                                          | 0−10,7 %             | 010,2 %          |
| Wohnungseinbruchdiebstahl     | 0097.504  | 000−19.036                                          | 0−16,5 %             | 018,1 %          |
| Diebstahl von Kraftwagen      | 0030.232  | 0000−3.031                                          | 00−9,1 %             | 011,9 %          |